# Valdivia, Antioquia
Valdivia là một khu tự quản thuộc tỉnh Antioquia, Colombia. Thủ phủ của khu tự quản Valdivia đóng tại Valdivia Khu tự quản Valdivia có diện tích 545 ki lô mét vuông. Đến thời điểm ngày 28 tháng 5 năm 2005, khu tự quản Valdivia có dân số 10879 người.